# Зиплайн

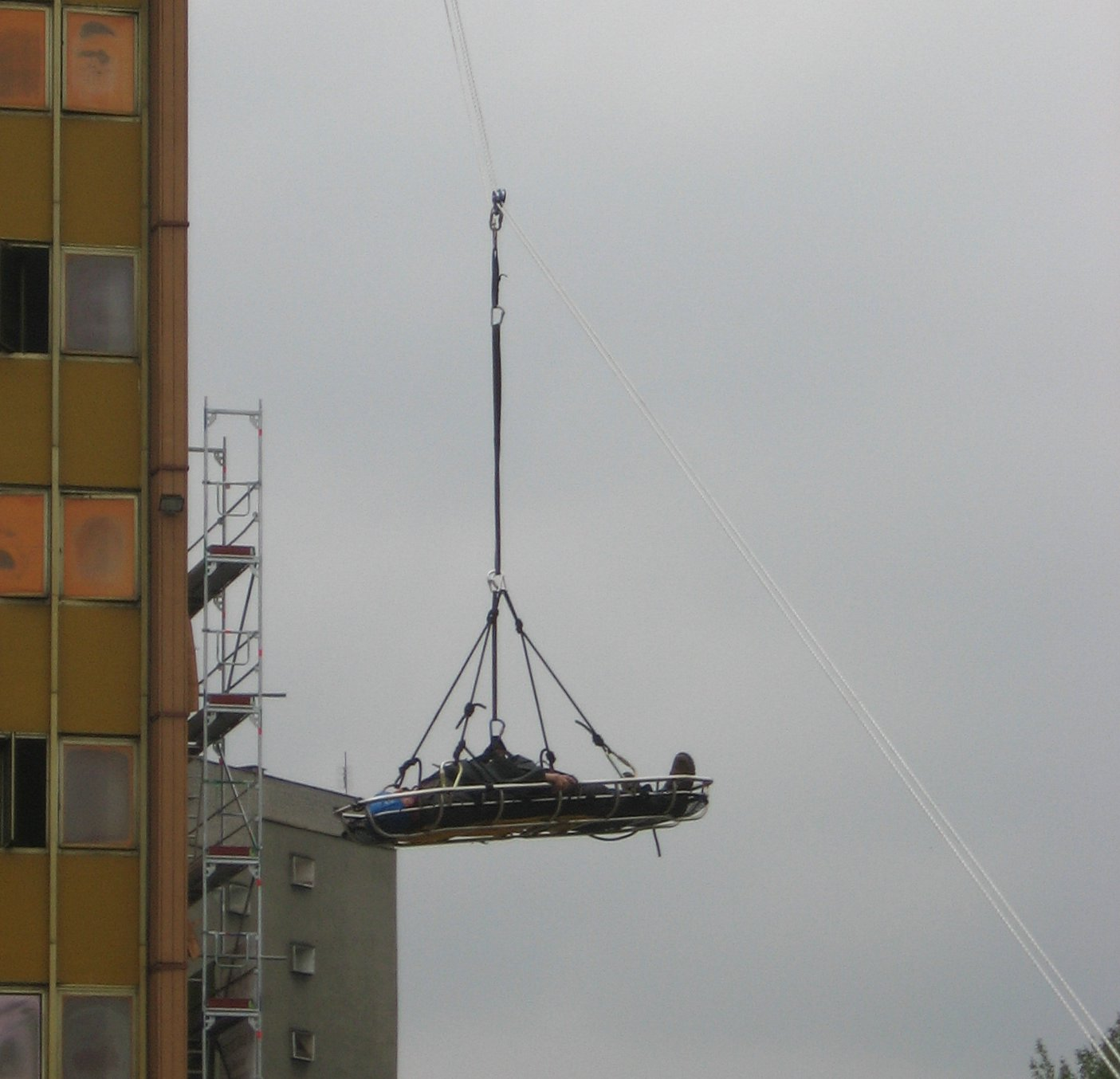
Евакуація людини у лежачому положенню за допомогою тирольки

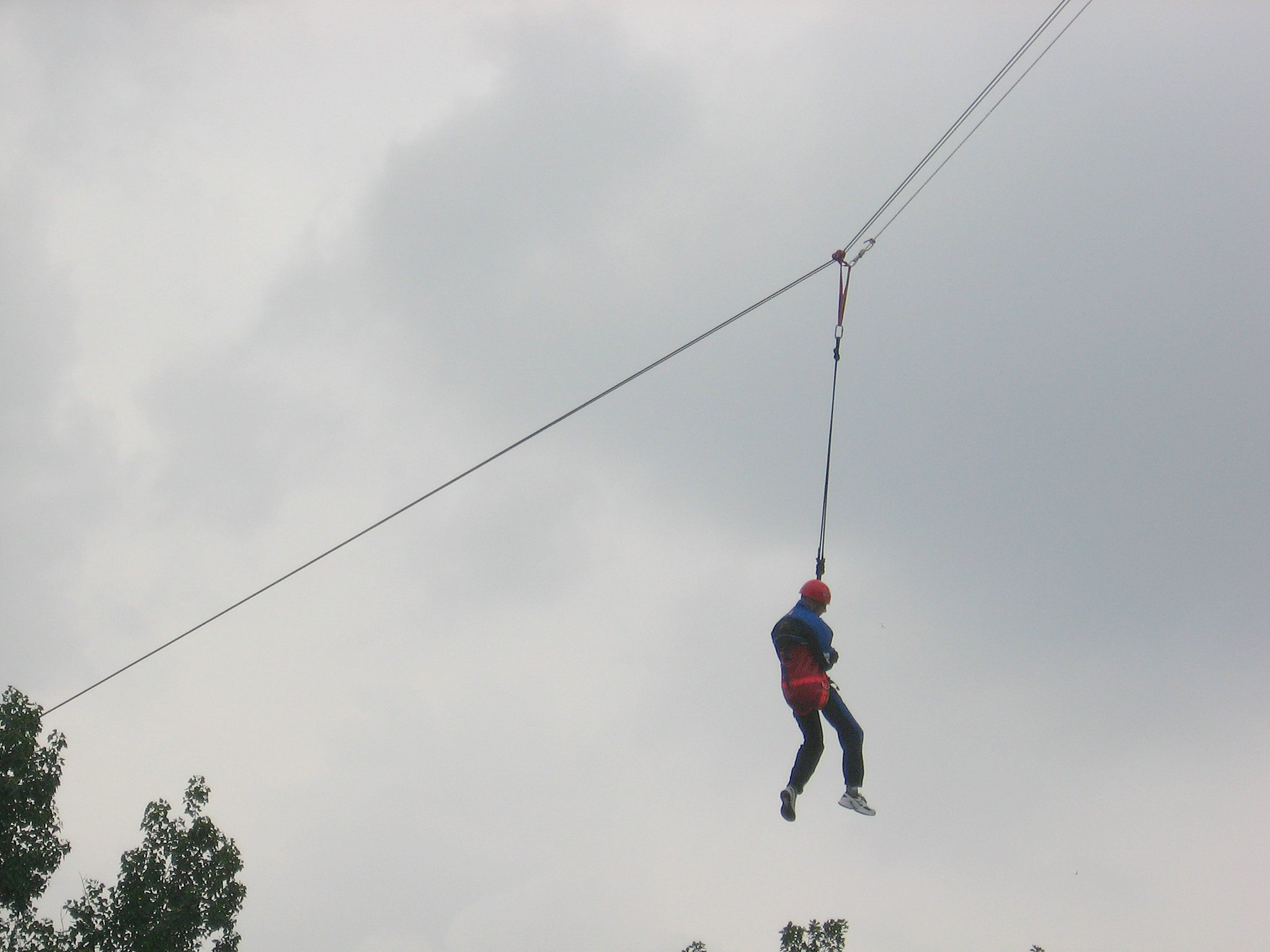
Спуск тиролькою

Зіплайн (англ. zip-line чи zip-wire) або тиролька — зазвичай туристична розвага. Являє собою шків, підвішений на тросі, зазвичай виготовлений з нержавіючої сталі, встановлений на схилі. Він призначений для того, щоб дозволити вантажу або людині, що рухається силою тяжіння, рухатися від верхньої частини до нижньої частини похилого троса, тримаючись за шків, що вільно рухається, або прикріплюючись до нього. Його використання не обмежується пригодницьким спортом, відпочинком або туризмом, хоча сучасне використання має тенденцію віддавати перевагу цим значенням.

## Історія
Канатні дороги або повітряні троси використовувалися як спосіб транспортування в деяких гірських країнах більше 2000 років, можливо, починаючи з Китаю, Індії та Японії ще в 250 році до нашої ери, продовжуючи використовуватися в деяких віддалених районах Китаю, таких як Долина Нуцзян (Салвін) в Юньнані ще аж до 2015 році, перш ніж її замінили мостами. Не всі ці конструкції працювали під впливом сили тяжіння, тому не всі підходили під визначення зіп-лайну. Різноманітні технологічні досягнення в Європі в середні віки покращили канатні дороги, деякі з яких все ще підтримувалися силою тяжіння.
Перше зареєстроване використання зіп-лайну як форми розваги, ймовірно, відбулося в 1739 році, коли Роберт Кедмен загинув під час спуску з церкви Святої Марії в Шрусбері, коли його мотузка обірвалася. Також достовірно відомо, що австралійській глибинці зіп-лайни  використовували для доставки найнеобхідніших людям речей і, можливо, вони використовувалися під час конфліктів австралійськими військами для доставки їжі, пошти та навіть боєприпасів на передові позиції.
У 1992 році Даррен Гренюк, громадянин Канади, який переїхав до Коста-Ріки прийшла бізнес ідея комерційних зіп-лайнів. У жовтні 1998 року Патентне відомство Коста-Ріки видало Гренюку патент № 2532 на «підйомну лісову транспортну систему, що рухається силою тяжіння з використанням джгутів і шківів через просту горизонтальну лінію». Пізніше патент було анульовано, що спричинило невизначеність у бізнесі зіплайнів, а потім відновлено через двадцять років.

## Сучасне використання

### Транспортний засіб
Багато держав ще досі мають систему зіп-лайнів, які використовуються для транспортування зібраного врожаю, Наприклад, в регіоні Ладакх в Індії.
В останні роки відновився інтерес до використання підйомних канатних доріг для транспортування вантажів, частково через низькі потреби в енергії та вплив на навколишнє середовище. Гравітаційні типи, тобто зіп-лайни, були побудовані в Непалі, Латинській Америці та Індії .
Зіп-лайни також використовувалися як засіб транспортування речей у регіонах Австралії в минулому. Це можуть бути боєприпаси, зброя, інструменти, продукти харчування та пошта.

### Відпочинок

#### Дитячі майданчики
Досить часто можна зустріти примітивні тирольки на ігрових майданчика для дітей Зазвичай це досить короткі відрізки, які є цілком безпечними та не передбачають застосування особливих заходів безпеки та нагляду.

#### Туристичні тирольки
Довші та вищі атракціони часто використовуються як засіб доступу до віддалених районів, наприклад до пологів тропічного лісу. У 1970-х роках біологи дикої природи створили зіп-лайни, щоб вивчати та досліджувати густі тропічні ліси Коста-Ріки, не порушуючи навколишнє середовище. З цього виникла бізнес-ідея для канопі-турів зі зіплайном.
На даний момент тирольки дуже поширені як розвага в гірській місцевості по всьому світу.

## Рекорди

#### Довжина
Станом на 31 січня 2018 року найдовший у світі зіплайн — це «Джебель-Джейс Флайт» з однієї з вершин гори Джебель-Джайс у Рас-ель-Хайма, Об’єднані Арабські Емірати, з одним безперервним прольотом 2831,88 метрів (9290,9 футів). 
Тиролька у парку пригод "Барранкас-дель-Кобре" із довжиною 2545 м (8350 футів) у Коппер-Каньйоні, Мексика, є другим за довжиною зіп-лайном у світі, а «Ель-Монструо» в Ороковісі в Пуерто-Рико посідає третє місце з висотою 2530 м ( 8300 футів).
В Україні найдовшим зіп-лайном є тролей в Буковелі. Його довжина становить 1130 м (3707 футів). Він входить до десятки найдовших в Європі.

#### Перепад висоти
Зіп-лайни з найкрутішим схилом включають:
Зіп-лайн Saint Martin's Rockland Estate Rainforest Adventures (відкритий 24 листопада 2017 року), який спускається з висоти 320 метрів (1050 футів) на 853 метри (2799 футів) в довжину.
Зіп-лайн Letalnica bratov Gorišek на лижному трампліні в Планіці, Словенія (відкритий 19 вересня 2015 року). Він має довжину 566 метрів (1857 футів) з перепадом висот 202 метри (663 фути). Він має середній нахил 38,33% і максимальний 58,6%.
Тролей в Буковелі має перепад висоти більш ніж в 190 м (623 фути), що робить його одним із найбільщих в Європі.
ZipFlyer у Непалі (під керівництвом HighGround Adventures – 2012), з максимальним нахилом 56%, стверджує, що є найкрутішим зіплайном у світі. Він має перепад висот 610 метрів (2000 футів).

#### Зіплайн на найвищій висоті
La Tyrolienne у Валь-Торанс, Франція, є найвищим зіп-лайном на висоті 3231 м (10 600 футів).